# Rio Hatnuţa
O Rio Hatnuţa é um rio da Romênia, afluente do Suceava, localizado no distrito de Suceava.